# 平成19年台風第15号
（へいせい19ねんたいふうだい15ごう、アジア名：クローサ〔Krosa、命名国：カンボジア、意味：鶴〕）は、2007年（平成19年）10月に発生し、台湾と中国に被害を出した台風である。沖縄の南海上において猛烈な強さの台風となった。

## 概要
- 10月2日 - フィリピンの東で発生。
- 10月5日 - 猛烈な強さの台風に（JTWCは、カテゴリー4相当のSuper Typhoonに分類した）。
- 10月6日14時ごろ - 猛烈な勢力のまま与那国島に接近。最大瞬間風速63.2m/sを記録[7]。
- 同日17時ごろ - 台湾に上陸。
- 10月7日0時ごろ - 華中に再上陸[2]。
- 10月8日9時ごろ - 華中から東シナ海へ抜け、温帯低気圧となる。

## 被害・影響

### 日本
- 暴風により、先島諸島で4名の人が転倒するなどして重軽傷を負った[7]。
- 八重山列島を中心に民家35戸が損壊し、電柱21本が倒壊する被害が発生したため、約1万戸以上が停電した[8]。
- 与那国島では、サトウキビを中心に約2660万円の被害が出るなど農作物が大打撃を受けた[9][10]。
- 10月9日頃、台風15号崩れの低気圧が九州を通過し、北部九州で大雨となる。

### 台湾
- 土砂崩れや暴風などにより、5名が死亡、53名が負傷した[1]。
- 電線が切れるなどして220万戸が停電した[1]。

### 中国
- 台風の大雨で杭州市で浸水などの被害が出た[2]。